# Otto Lang (Politiker, 1883)
Otto Lang (* 2. Juli 1883 in Angersbach; † 6. September 1955 in Soltau) war ein deutscher Tierarzt und hessischer Politiker (NSDAP). Er war Abgeordneter des Landtags des Volksstaates Hessen in der Weimarer Republik.

## Familie
Otto Lang war der Sohn des Kaufmanns Friedrich Lang und dessen Frau Maria, geborene Rodemer. Er war mit Lina Lang, geborene Müller, verheiratet.

## Ausbildung und Beruf
Otto Lang studierte nach dem Abitur Tiermedizin und wurde zum Dr. med. vet. promoviert. 1908 bis 1927 arbeitete er als Tierarzt in Nieder-Moos. Im Ersten Weltkrieg leistete er Kriegsdienst. Ab 1927 war er Tierarzt in Grebenhain.

## Politik
Otto Lang stand im Kaiserreich politisch der NLP und dem Bauernbund nahe. Zum 19. April 1926 trat er der NSDAP bei (Mitgliedsnummer 34.689) und war Hauptinitiator der Gründung der NSDAP-Ortsgruppe in seinem Wohnort Grebenhain am 1. März 1929 als der ersten im Landkreis Lauterbach. Nach der Einführung der Kreise als Teil der Struktur der NSDAP im Juni 1932 wurde Otto Lang Kreisleiter der Partei und vertrat die NSDAP außerdem von 1932 bis 1933 als Abgeordneter im Landtag des Volksstaates Hessen. Nach der „Machtergreifung“ wurde er Kreisdirektor im Landkreis Lauterbach.
1934 wurde er aus der Partei ausgeschlossen und sein Doktortitel aberkannt. Gegen diese Maßnahme, die mit Vorteilsnahme im Amt begründet war, richtete sich eine Beschwerde Langs, die vom Obersten Parteigericht der NSDAP abgelehnt wurde.